# Winnie Byanyima
Winnie Byanyima, född 13 januari 1959, är en tidigare politiker och diplomat från Uganda och nuvarande verkställande direktören för UNAIDS och undergeneralsekreterare för FN.

## Biografi
Byanyima föddes 13 januari 1959 i Mbarara District i Western Region, Uganda. Hon är dotter till Boniface Byanyima och Gertrude Byanyima och har fem syskon.
Byanyima är gift med Kizza Besigye, tidigare ordförande för det politiska partiet Forum for Democratic Change (FDC) i Uganda. De har en son tillsammans.
Byanyima har en ingenjörsexamen i maskinteknik i energibesparing och miljö från University of Cranfield och en examen i flygteknik från University of Manchester.

## Karriär
Byanyima började sin arbetsbana på Uganda Airlines som flygingenjör. Senare anslöt hon sig  till det väpnade upproret när Yoweri Museveni startade det ugandiska Bushkriget 1981-1986. 
Under åren 1989  till 1994 var Byanyima Ugandas ambassadör i Frankrike innan hon återvände hem och blev aktiv i ugandisk politik. 1995 var Byanyima med och drog upp riktlinjerna för Ugandas nya konstitution.
När hon under 2004 återgick att arbeta inom diplomatin lämnade hon den ugandiska politiken
2013 blev Byanyima utsedd att ersätta Jeremy Hobbs som verkställande direktör för Oxfam International och där blev hon kvar fram till november 2019 då hon utsågs till verkställande direktör för Unaids.